# 奥特林查姆足球俱乐部
艾川查姆足球會（英語：Altrincham Football Club）是位於英格蘭大曼彻斯特郡特拉福德区的奥尔特灵厄姆的足球俱乐部，現時在英格蘭足球聯賽系統第五級的英格蘭足球議會全國聯賽參賽。球隊於2013/14年球季贏得英格蘭足球議會北部聯賽附加賽冠軍而重返英格蘭足球議會全國聯賽。

## 歷史
艾川查姆早年主要在切斯特郡聯賽（Cheshire County League）中作賽，直到1960年代才略有成績，於1965/66年和1966/67年連續兩季贏得冠軍錦標，傳奇射手杰基·斯温德尔斯（Jackie Swindells）更於1965年加盟後首季的63場賽事射入驚人的82球。
1968年艾川查姆加入新成立的英格蘭北部超級聯賽成為創始成員，是當時非聯賽的最高競賽級別。其後於1979年轉投新成立英格蘭足球議會聯賽的前身「聯盟超級聯賽」（Alliance Premier League）成為創始成員，更贏得首兩屆的冠軍，當時仍然採用會員投票投票制度決定新成員加入英格蘭足球聯賽，艾川查姆兩次均失敗而回。直到1987年才建立自動升降制度，而艾川查姆僅於1990/91年球季有機會爭取升班，但最終只能排於和之後得第三名。
自此以後艾川查姆步向衰落，更於1997年歷來苜次告別非聯賽頂級組別，降班到英格蘭北部超級聯賽，雖然兩年後以冠軍身份升班，但僅一年後便打回原形。直到五年後在不列顛尼亞球場擊敗伊斯特本（Eastbourne Borough）取得議會南/北聯附加賽冠軍再次升班。
於連續三季因其他球隊被罰而獲得留級後，艾川查姆其後兩季位列中游成功保級。於2010/11年球季煞科日，同時舉行護級對手格林森林流浪負於，只要主場擊敗伊斯特本（Eastbourne Borough）便可以再次保級，但卻以3-4落敗，排名二十二位結束球季，雖然有魯斯頓鑽石因財務問題被逐出議會聯賽，但今次是排上一位的獲得挽留，艾川查姆降班到英格蘭足球議會北部聯賽。
2013/14年球季艾川查姆取得第三位參加升班附加賽，於準決賽兩回合累計4-3僅勝汉德尼斯福德镇（Hednesford Town）晉身決賽，有主場之利，艾川查姆以2-1擊敗古斯利（Guiseley）取得升班資格，重返英格蘭足球議會全國聯賽。

## 應降不降
艾川查姆是唯一一支球隊曾連續三季（2005/06年、2006/07年和2007/08年）因其他球隊出問題而從降班邊沿獲得挽留而留級。
2005/06年球季，由於來季英格蘭足球議會聯賽從22隊增加到24隊，故此只有兩個降班席位，艾川查姆原本以第18位結束球季，遠離降班區域，但由於誤派不合資格球員作賽而被罰扣18分，因而跌落榜末，其上訴亦被駁回。但坎维岛（Canvey Island）由於班主兼領隊杰夫·金（Jeff King）拒絕繼續注資而自願連降三級到依斯米安甲組北區聯賽，其席位原本由排尾二的斯卡布羅（Scarborough）取代，惟剛脫離財務接管的斯卡布羅的財務狀況未能滿足英格蘭足球總會和英格蘭足球議會聯賽的要求而被罰降到英格蘭足球議會北部聯賽，艾川查姆因而獲得留級。
2006/07年球季，艾川查姆於煞科日0-0賽和艾迪索特後排名二十一位而宣佈「降級」，但原本由英乙降班的波士頓聯由於財務問題被罰降兩級到英格蘭足球議會北部聯賽，艾川查姆再次獲得留級。
艾川查姆於2007/08年球季排第二十一位連續第三年落入降班區域，但由於哈利法克斯镇（Halifax Town A.F.C.）被清盤而其後續球隊FC哈利法克斯镇被罰降三級到北部超級聯賽甲組北作賽，艾川查姆第三度獲得留級。

## 敵對球隊
艾川查姆傳統上的敵對球隊是馬爾斯菲，雙方的敵對關係可以追溯到兩隊同處於柴郡聯賽的時期，其後再在北部超級聯賽和議會聯賽中對壘，兩隊於2014/15年球季再次處於同一組別作賽，是自1996年以來首度相遇。較近期艾川查姆亦與诺斯维奇维多利亚（Northwich Victoria）建立敵對關係，但對方近年經常進出議會聯賽而未能定期對陣。

## 榮譽
- 聯盟超級聯賽（現稱英格蘭足球議會聯賽）
  - 冠軍：1979/80年、1980/81年；
- 英格蘭足球議會聯賽盃
  - 冠軍：1980/81年；
- 柴郡業餘盃
  - 冠軍：1903/04年；
- 切斯特郡聯賽
  - 冠軍：1965/66年、1966/67年；
- 柴郡聯賽盃
  - 冠軍：1932/33年、1950/51年、1963/64年；
- 柴郡高級盃
  - 冠軍：1904/05年、1933/34年、1966/67年、1981/82年、1998/99年、2004/05年、2008/09年；
- 英格蘭足球議會北部聯賽
  - 南/北附加賽冠軍：2004/05年；
  - 升班附加賽冠軍：2013/14年；
- 英格蘭足總盃
  - 第四圈：1985/86年；
- 英格蘭足總錦標
  - 冠軍：1977/78年、1985/86年；
  - 亞軍：1981/82年；
- 曼徹斯特聯賽
  - 冠軍：1904/05年、1906/07年；
- 英格蘭北部超級聯賽
  - 冠軍：1998/99年；
- 北部超級聯賽挑戰盃
  - 冠軍：1969/70年、1997/98年；
- 北部超級聯賽挑戰盾
  - 冠軍：1979/80年；
- 柴郡盃 (艾川查姆青年隊)
  - 冠軍：2005/06年、2006/07年、2007/08年；

## 外部連結
- Altrincham F.C. official website （页面存档备份，存于）
- Altrincham F.C. Supporters' Trust